# Copa Federación 2024
La Copa Federación 2024 fue la 32.ª edición de dicha competición, correspondiente a la temporada 2024-25.

## Fase Autonómica
Esta fase se desarrolló a nivel autonómico y participaron, mediante inscripción voluntaria, todos los clubes (no filiales) de Primera Federación, Segunda Federación y Tercera Federación de la pasada temporada que no se hayan clasificado bien a la Copa del Rey, o bien a la fase nacional de la Copa Federación.

### Torneo de Andalucía (Copa RFAF)
La disputaron los cuatro primeros clasificados de los grupos IX y X de Tercera Federación de la temporada anterior, en la modalidad de eliminatoria a ida y vuelta, sin incluirse a los que puedan haber ascendido a Segunda Federación ni a los filiales. Esta temporada, ante la negativa de la U. D. Torre del Mar, la jugó el Atlético Mancha Real.
Los equipos que resultaron ganadores de la primera eliminatoria jugaron una semifinal a ida y vuelta y fueron los dos finalistas, que también se jugaron el título a ida y vuelta, los que se clasificaron para la Fase Nacional de la Copa RFEF.
Resultados
Cuartos de Final (18 y 21/8/2024)
| Equipo 1                   | Agr.  | Equipo 2                 | Ida   | Vuelta |
| -------------------------- | ----- | ------------------------ | ----- | ------ |
| C. D. Utrera               | 2 - 3 | C. D. Pozoblanco         | 2 - 2 | 1 - 0  |
| Inter Sevilla Dos Hermanas | 4 - 1 | S. C. Puente Genil F. C. | 1 - 1 | 0 - 3  |
| Atlético Mancha Real       | 2 - 1 | C. F. Motril             | 0 - 1 | 0 - 2  |
| Polideportivo Almería      | 0 - 8 | Arenas de Armilla        | 0 - 2 | 6 - 0  |

Semifinales (25 y 28/8/2024)
| Equipo 1                   | Agr.             | Equipo 2          | Ida   | Vuelta |
| -------------------------- | ---------------- | ----------------- | ----- | ------ |
| Atlético Mancha Real       | 4 - 4 (6:5 pen.) | Arenas de Armilla | 2 - 1 | 3 - 2  |
| Inter Sevilla Dos Hermanas | 1 - 1 (1:4 pen.) | C. D. Pozoblanco  | 1 - 1 | 0 - 0  |

Final (1 y 4/9/2024)
| Equipo 1             | Agr.  | Equipo 2         | Ida   | Vuelta |
| -------------------- | ----- | ---------------- | ----- | ------ |
| Atlético Mancha Real | 2 - 6 | C. D. Pozoblanco | 0 - 2 | 4 - 2  |

| Campeón Club Deportivo Pozoblanco 1.er título C. D. Pozoblanco y Atlético Mancha Real Clasificados a la Fase Nacional |

### Torneo de Aragón
Se inscribieron 4 equipos, que se enfrentaron en un formato de liguilla a una sola vuelta en tres jornadas.
Grupo Único
| Equipo          | PJ | G | E | P | GF | GC | DG | Pts |
| --------------- | -- | - | - | - | -- | -- | -- | --- |
| C. D. Caspe     | 3  | 2 | 1 | 0 | 4  | 1  | +3 | 7   |
| C. F. Calamocha | 3  | 1 | 1 | 1 | 3  | 3  | 0  | 4   |
| C. D. Brea      | 3  | 0 | 3 | 0 | 2  | 2  | 0  | 3   |
| C. D. Utrillas  | 3  | 0 | 1 | 2 | 3  | 6  | -3 | 1   |

Resultados
Jornada 1 (18/8/2024)
| Local           | Resultado | Visitante      |
| --------------- | --------- | -------------- |
| C. F. Calamocha | 1 - 2     | C. D. Caspe    |
| C. D. Brea      | 2 - 2     | C. D. Utrillas |

Jornada 2 (25/8/2024)
| Local          | Resultado | Visitante       |
| -------------- | --------- | --------------- |
| C. D. Brea     | 0 - 0     | C. D. Caspe     |
| C. D. Utrillas | 1 - 2     | C. F. Calamocha |

Jornada 3 (31/8/2024)
| Local           | Resultado | Visitante      |
| --------------- | --------- | -------------- |
| C. D. Caspe     | 2 - 0     | C. D. Utrillas |
| C. F. Calamocha | 0 - 0     | C. D. Brea     |

| Campeón Club Deportivo Caspe 1.er título Clasificado a la Fase Nacional |

### Torneo de Asturias
Se inscribieron 12 equipos, que se dividieron en 4 grupos, enfrentándose en un formato de liguilla a doble vuelta en seis jornadas.
El primero de cada grupo se clasificó para la Fase Final, disputándose en formato eliminatorias a un partido en un solo campo. 
Esta temporada, tanto las semifinales como la final, se iban a disputar en el campo de fútbol Santa Catalina de Pravia. Pero debido al mal estado del terreno de juego, la sede de la Fase Final pasó al Estadio Román Suárez Puerta de Avilés.

#### Fase de grupos
Grupo A
| Equipo           | PJ | G | E | P | GF | GC | DG | Pts |
| ---------------- | -- | - | - | - | -- | -- | -- | --- |
| Caudal Deportivo | 4  | 2 | 1 | 1 | 5  | 3  | +2 | 7   |
| C. D. Covadonga  | 4  | 1 | 3 | 0 | 3  | 1  | +2 | 6   |
| Urraca C. F.     | 4  | 0 | 2 | 2 | 2  | 6  | -4 | 2   |

Resultados
Jornada 1 (3/8/2024)
| Local           | Resultado | Visitante        |
| --------------- | --------- | ---------------- |
| C. D. Covadonga | 2 - 0     | Caudal Deportivo |

Descansa: Urraca C. F.
Jornada 2 (7/8/2024)
| Local            | Resultado | Visitante    |
| ---------------- | --------- | ------------ |
| Caudal Deportivo | 3 - 0     | Urraca C. F. |

Descansa: C. D. Covadonga
Jornada 3 (10/8/2024)
| Local        | Resultado | Visitante       |
| ------------ | --------- | --------------- |
| Urraca C. F. | 0 - 0     | C. D. Covadonga |

Descansa: Caudal Deportivo
Jornada 4 (14/8/2024)
| Local            | Resultado | Visitante       |
| ---------------- | --------- | --------------- |
| Caudal Deportivo | 0 - 0     | C. D. Covadonga |

Descansa: Urraca C. F.
Jornada 5 (17/8/2024)
| Local        | Resultado | Visitante        |
| ------------ | --------- | ---------------- |
| Urraca C. F. | 1 - 2     | Caudal Deportivo |

Descansa: C. D. Covadonga
Jornada 6 (21/8/2024)
| Local           | Resultado | Visitante    |
| --------------- | --------- | ------------ |
| C. D. Covadonga | 1 - 1     | Urraca C. F. |

Descansa: Caudal Deportivo

Grupo B
| Equipo               | PJ | G | E | P | GF | GC | DG | Pts |
| -------------------- | -- | - | - | - | -- | -- | -- | --- |
| U. C. Ceares         | 4  | 2 | 1 | 1 | 6  | 3  | +3 | 7   |
| L'Entregu C. F.      | 4  | 1 | 2 | 1 | 3  | 3  | 0  | 5   |
| Avilés Stadium C. F. | 4  | 1 | 1 | 2 | 3  | 6  | -3 | 4   |

Resultados
Jornada 1 (10/8/2024)
| Local        | Resultado | Visitante            |
| ------------ | --------- | -------------------- |
| U. C. Ceares | 4 - 1     | Avilés Stadium C. F. |

Descansa: L'Entregu C. F.
Jornada 2 (7/8/2024)
| Local                | Resultado | Visitante       |
| -------------------- | --------- | --------------- |
| Avilés Stadium C. F. | 2 - 1     | L'Entregu C. F. |

Descansa: U. C. Ceares
Jornada 3 (3/8/2024)
| Local           | Resultado | Visitante    |
| --------------- | --------- | ------------ |
| L'Entregu C. F. | 1 - 0     | U. C. Ceares |

Descansa: Avilés Stadium C. F.
Jornada 4 (14/8/2024)
| Local                | Resultado | Visitante    |
| -------------------- | --------- | ------------ |
| Avilés Stadium C. F. | 0 - 1     | U. C. Ceares |

Descansa: L'Entregu C. F.
Jornada 5 (17/8/2024)
| Local           | Resultado | Visitante            |
| --------------- | --------- | -------------------- |
| L'Entregu C. F. | 0 - 0     | Avilés Stadium C. F. |

Descansa: U. C. Ceares
Jornada 6 (21/8/2024)
| Local        | Resultado | Visitante       |
| ------------ | --------- | --------------- |
| U. C. Ceares | 1 - 1     | L'Entregu C. F. |

Descansa: Avilés Stadium C. F.
Grupo C
| Equipo                   | PJ | G | E | P | GF | GC | DG | Pts |
| ------------------------ | -- | - | - | - | -- | -- | -- | --- |
| Real Avilés I. C. F.     | 4  | 3 | 1 | 0 | 10 | 2  | +8 | 10  |
| C. D. Praviano           | 4  | 1 | 1 | 2 | 2  | 7  | -5 | 4   |
| S. D. Lenense Proinastur | 4  | 0 | 2 | 2 | 3  | 6  | -3 | 2   |

Resultados
Jornada 1 (3/8/2024)
| Local                | Resultado | Visitante                |
| -------------------- | --------- | ------------------------ |
| Real Avilés I. C. F. | 3 - 1     | S. D. Lenense Proinastur |

Descansa: C. D. Praviano
Jornada 2 (10/8/2024)
| Local          | Resultado | Visitante            |
| -------------- | --------- | -------------------- |
| C. D. Praviano | 0 - 2     | Real Avilés I. C. F. |

Descansa: S. D. Lenense Proinastur
Jornada 3 (7/8/2024)
| Local                    | Resultado | Visitante      |
| ------------------------ | --------- | -------------- |
| S. D. Lenense Proinastur | 1 - 1     | C. D. Praviano |

Descansa: Real Avilés I. C. F.
Jornada 4 (14/8/2024)
| Local                    | Resultado | Visitante            |
| ------------------------ | --------- | -------------------- |
| S. D. Lenense Proinastur | 1 - 1     | Real Avilés I. C. F. |

Descansa: C. D. Praviano
Jornada 5 (21/8/2024)
| Local                | Resultado | Visitante      |
| -------------------- | --------- | -------------- |
| Real Avilés I. C. F. | 4 - 0     | C. D. Praviano |

Descansa: S. D. Lenense Proinastur
Jornada 6 (17/8/2024)
| Local          | Resultado | Visitante                |
| -------------- | --------- | ------------------------ |
| C. D. Praviano | 1 - 0     | S. D. Lenense Proinastur |

Descansa: Real Avilés I. C. F.
Grupo D
| Equipo                | PJ | G | E | P | GF | GC | DG  | Pts |
| --------------------- | -- | - | - | - | -- | -- | --- | --- |
| Club Marino de Luanco | 4  | 4 | 0 | 0 | 19 | 3  | +16 | 12  |
| C. D. Tuilla          | 4  | 1 | 1 | 2 | 4  | 9  | -5  | 4   |
| C. D. Colunga         | 4  | 0 | 1 | 3 | 3  | 14 | -11 | 1   |

Resultados
Jornada 1 (3/8/2024)
| Local                 | Resultado | Visitante     |
| --------------------- | --------- | ------------- |
| Club Marino de Luanco | 8 - 1     | C. D. Colunga |

Descansa: C. D. Tuilla
Jornada 2 (10/8/2024)
| Local        | Resultado | Visitante             |
| ------------ | --------- | --------------------- |
| C. D. Tuilla | 1 - 2     | Club Marino de Luanco |

Descansa: C. D. Colunga
Jornada 3 (7/8/2024)
| Local         | Resultado | Visitante    |
| ------------- | --------- | ------------ |
| C. D. Colunga | 0 - 0     | C. D. Tuilla |

Descansa: Club Marino de Luanco
Jornada 4 (14/8/2024)
| Local         | Resultado | Visitante             |
| ------------- | --------- | --------------------- |
| C. D. Colunga | 1 - 3     | Club Marino de Luanco |

Descansa: C. D. Tuilla
Jornada 5 (21/8/2024)
| Local                 | Resultado | Visitante    |
| --------------------- | --------- | ------------ |
| Club Marino de Luanco | 6 - 0     | C. D. Tuilla |

Descansa: C. D. Colunga
Jornada 6 (18/8/2024)
| Local        | Resultado | Visitante     |
| ------------ | --------- | ------------- |
| C. D. Tuilla | 3 - 1     | C. D. Colunga |

Descansa: Club Marino de Luanco
Semifinales (24 y 25/8/2024)
| Local                | Resultado | Visitante             |
| -------------------- | --------- | --------------------- |
| Caudal Deportivo     | 2 - 0     | U. C. Ceares          |
| Real Avilés I. C. F. | 5 - 1     | Club Marino de Luanco |

Final (4/9/2024)
| Local            | Resultado        | Visitante            |
| ---------------- | ---------------- | -------------------- |
| Caudal Deportivo | 0 - 0 (4:5 pen.) | Real Avilés I. C. F. |

| Campeón Real Avilés I. C. F. 6.° título Clasificado a la Fase Nacional |

### Torneo de Baleares
Se inscribieron 5 equipos, disputándose las eliminatorias a partido único.
Resultados
Eliminatoria Previa (16/8/2024)
| Local                   | Resultado | Visitante        |
| ----------------------- | --------- | ---------------- |
| S. E. Penya Independent | 1 - 0     | S. D. Formentera |

Semifinales (7 y 18/8/2024)
| Local                   | Resultado        | Visitante               |
| ----------------------- | ---------------- | ----------------------- |
| C. D. Manacor           | 1 - 0            | C. F. Playas de Calviá  |
| S. E. Penya Independent | 1 - 1 (7:6 pen.) | S. C. R. Peña Deportiva |

Final (25/8/2024)
| Local         | Resultado        | Visitante               |
| ------------- | ---------------- | ----------------------- |
| C. D. Manacor | 1 - 1 (3:1 pen.) | S. E. Penya Independent |

| Campeón Club Deportivo Manacor 2.° título Clasificado a la Fase Nacional |

### Torneo de Canarias
Solo se inscribió un equipo.
| Campeón Club Deportivo Mensajero 1.er título Clasificado a la Fase Nacional |

### Torneo de Cantabria
Se inscribieron 8 equipos. Los partidos de cuartos de final se disputaron en casa del conjunto que juega como local, a partido único, en el campo del equipo que obtuvo un mejor rendimiento clasificatorio la pasada temporada.
Ya a partir de las semifinales, las sedes fueron neutrales y el resultado se decidió de la misma forma que los cuartos de final, a partido único. En esta temporada se disputó en el campo municipal de Santa Cruz de Bezana.
Resultados
Cuartos de Final (14 y 15/8/2024)
| Local                           | Resultado        | Visitante      |
| ------------------------------- | ---------------- | -------------- |
| R. S. Gimnástica de Torrelavega | 2 - 0            | Castro C. F.   |
| C. D. Cayón                     | 0 - 0 (4:3 pen.) | C. D. Bezana   |
| S. D. Torina                    | 1 - 0            | C. D. Tropezón |
| Atlético Albericia              | 0 - 2            | C. F. Vimenor  |

Semifinales (18/8/2024)
| Local                           | Resultado | Visitante     |
| ------------------------------- | --------- | ------------- |
| R. S. Gimnástica de Torrelavega | 0 - 1     | C. F. Vimenor |
| C. D. Cayón                     | 2 - 0     | S. D. Torina  |

Final (24/8/2024)
| Local         | Resultado        | Visitante   |
| ------------- | ---------------- | ----------- |
| C. F. Vimenor | 0 - 0 (3:2 pen.) | C. D. Cayón |

| Campeón Club de Fútbol Vimenor 1.er título Clasificado a la Fase Nacional |

### Torneo de Castilla-La Mancha
Se inscribieron 12 equipos. Los encuentros se disputaron, por eliminatorias, a partido único. Por regla general en el campo del equipo que en menos ocasiones haya tenido que viajar y en caso de igualdad en el de inferior categoría en la temporada 2024-25, y de persistir ésta, se jugaría en el campo del equipo que en la temporada 2023-24 quedó mejor clasificado.
La final, también a partido único, se celebró en el estadio municipal Sánchez Menor de Puertollano.
En el caso de que el campeón hubiese sido la U. B. Conquense, al participar en la Copa del Rey, lo que le impide hacerlo en la Copa RFEF, ese derecho habría recaído en el subcampeón.
Resultados
Octavos de Final (6, 10 y 11/8/2024)
| Local                             | Resultado        | Visitante                      |
| --------------------------------- | ---------------- | ------------------------------ |
| C. D. Cazalegas - Ébora Formación | 0 - 2            | C. D. Toledo                   |
| C. D. Manchego Ciudad Real        | 0 - 1            | Calvo Sotelo Puertollano C. F. |
| Yugo - U. D. Socuéllamos C. F.    | 1 - 2            | C. D. Quintanar del Rey        |
| Formac - Villarrubia C. F.        | 1 - 1 (5:4 pen.) | C. D. Tarancón                 |

Cuartos de Final (13 y 15/8/2024)
| Local                          | Resultado | Visitante                  |
| ------------------------------ | --------- | -------------------------- |
| C. D. Toledo                   | 0 - 1     | C. F. Talavera de la Reina |
| Calvo Sotelo Puertollano C. F. | 2 - 0     | C. D. Illescas             |
| C. D. Quintanar del Rey        | 0 - 2     | U. B. Conquense            |
| Formac - Villarrubia C. F.     | 1 - 2     | C. D. Guadalajara          |

Semifinales (18/8/2024)
| Local                          | Resultado        | Visitante                  |
| ------------------------------ | ---------------- | -------------------------- |
| Calvo Sotelo Puertollano C. F. | 3 - 3 (5:4 pen.) | C. F. Talavera de la Reina |
| C. D. Guadalajara              | 2 - 1            | U. B. Conquense            |

Final (25/8/2024)
| Local                          | Resultado        | Visitante         |
| ------------------------------ | ---------------- | ----------------- |
| Calvo Sotelo Puertollano C. F. | 1 - 1 (4:3 pen.) | C. D. Guadalajara |

| Campeón Calvo Sotelo de Puertollano Club de Fútbol 2.° título Clasificado a la Fase Nacional |

### Torneo de Castilla y León
Se inscribieron 3 equipos, que se enfrentaron en un formato de liguilla a una sola vuelta en tres jornadas.
Grupo Único
| Equipo            | PJ | G | E | P | GF | GC | DG | Pts |
| ----------------- | -- | - | - | - | -- | -- | -- | --- |
| U. D. Santa Marta | 2  | 2 | 0 | 0 | 6  | 4  | +2 | 6   |
| Palencia C. F.    | 2  | 1 | 0 | 1 | 4  | 3  | +1 | 3   |
| C. D. Villaralbo  | 2  | 1 | 0 | 1 | 2  | 5  | -3 | 0   |

Resultados
Jornada 1 (10/8/2024)
| Local            | Resultado | Visitante      |
| ---------------- | --------- | -------------- |
| C. D. Villaralbo | 0 - 2     | Palencia C. F. |

Descansa: U. D. Santa Marta
Jornada 2 (18/8/2024)
| Local             | Resultado | Visitante        |
| ----------------- | --------- | ---------------- |
| U. D. Santa Marta | 3 - 2     | C. D. Villaralbo |

Descansa: Palencia C. F.
Jornada 3 (24/8/2024)
| Local          | Resultado | Visitante         |
| -------------- | --------- | ----------------- |
| Palencia C. F. | 2 - 3     | U. D. Santa Marta |

Descansa: C. D. Villaralbo
| Campeón Unión Deportiva Santa Marta 1.er título Clasificado a la Fase Nacional |

### Torneo de Cataluña
Se inscribieron 7 equipos que se enfrentaron en un formato de cuartos, semifinales y final a partido único en el campo del equipo de inferior categoría. En caso de coincidir dos conjuntos de la misma categoría, el partido se jugaría en el feudo que venga determinado por el cuadrante resultante del sorteo.
Resultados
Cuartos de Final (10/8/2024)
| Local          | Resultado        | Visitante      |
| -------------- | ---------------- | -------------- |
| Reus F. C.     | 1 - 1 (2:4 pen.) | U. E. Cornellà |
| C. F. Badalona | 3 - 0            | U. E. Tona     |
| A. E. Prat     | 1 - 2            | C. E. Manresa  |

- Exento: C. E. Sabadell

Semifinales (17 y 18/8/2024)
| Local          | Resultado        | Visitante      |
| -------------- | ---------------- | -------------- |
| C. E. Manresa  | 1 - 1 (4:5 pen.) | U. E. Cornellà |
| C. F. Badalona | 2 - 2 (3:5 pen.) | C. E. Sabadell |

Final (25/8/2024)
| Local          | Resultado | Visitante      |
| -------------- | --------- | -------------- |
| C. E. Sabadell | 1 - 0     | U. E. Cornellà |

| Campeón Centre d'Esports Sabadell Futbol Club 6.° título Clasificado a la Fase Nacional |

### Torneo de Extremadura
Se inscribieron 10 equipos que se enfrentaron en formato de partido único, por proximidad geográfica en la medida de lo posible, 
jugando como local el equipo de menor categoría o peor clasificado obtuviera en la temporada 
2023-24.
La Final se disputó, también a partido único, en el campo municipal de Miajadas.
Resultados
Eliminatoria Previa (11/8/2024)
| Local                | Resultado        | Visitante     |
| -------------------- | ---------------- | ------------- |
| C. F. Jaraíz         | 1 - 1 (3:4 pen.) | Moralo C. P.  |
| Atlético Pueblonuevo | 2 - 0            | U. D. Montijo |

Cuartos de Final (18/8/2024)
| Local             | Resultado        | Visitante            |
| ----------------- | ---------------- | -------------------- |
| Moralo C. P.      | 0 - 0 (4:5 pen.) | C. D. Santa Amalia   |
| C. D. Extremadura | 3 - 0            | Atlético Pueblonuevo |
| C. D. Azuaga      | 1 - 1 (5:6 pen.) | C. D. Castuera       |
| Jerez C. F.       | 0 - 1            | Olivenza F. C.       |

Semifinales (24/8/2024)
| Local          | Resultado | Visitante          |
| -------------- | --------- | ------------------ |
| C. D. Castuera | 3 - 0     | C. D. Santa Amalia |
| Olivenza F. C. | 0 - 2     | C. D. Extremadura  |

Final (31/8/2024)
| Local          | Resultado | Visitante         |
| -------------- | --------- | ----------------- |
| C. D. Castuera | 1 - 2     | C. D. Extremadura |

| Campeón Club Deportivo Extremadura 1.er título Clasificado a la Fase Nacional |

### Torneo de Galicia
Se inscribieron 14 equipos que se enfrentaron, en eliminatorias, en formato de partido único.
La Final se disputó, también a partido único, en el campo municipal de A Pinguela de Monforte de Lemos.
Resultados
Eliminatoria Previa (31/7/2024 y 2, 3 y 4/8/2024)
| Local            | Resultado        | Visitante             |
| ---------------- | ---------------- | --------------------- |
| Viveiro F. C.    | 0 - 0 (5:4 pen.) | Racing Club Villalbés |
| S. D. Sarriana   | 1 - 1 (4:2 pen.) | Betanzos C. F.        |
| Atlético Arteixo | 1 - 1 (2:4 pen.) | Silva S. D.           |
| C. D. Estradense | 0 - 1            | U. D. Barbadás        |
| Arosa S. C.      | 2 - 1            | Alondras C. F.        |
| Gran Peña F. C.  | 0 - 1            | Coruxo C. F.          |

Cuartos de Final (6 y 10/8/2024)
| Local          | Resultado        | Visitante       |
| -------------- | ---------------- | --------------- |
| Viveiro F. C.  | 0 - 1            | C. D. Lugo      |
| S. D. Sarriana | 1 - 0            | Silva S. D.     |
| U. D. Barbadás | 0 - 0 (5:4 pen.) | C. D. Arenteiro |
| Arosa S. C.    | 0 - 1            | Coruxo C. F.    |

Semifinales (13 y 15/8/2024)
| Local          | Resultado        | Visitante    |
| -------------- | ---------------- | ------------ |
| S. D. Sarriana | 0 - 4            | C. D. Lugo   |
| U. D. Barbadás | 1 - 2 (3:4 pen.) | Coruxo C. F. |

Final (18/8/2024)
| Local        | Resultado | Visitante  |
| ------------ | --------- | ---------- |
| Coruxo C. F. | 0 - 1     | C. D. Lugo |

| Campeón Club Deportivo Lugo 2.° título Clasificado a la Fase Nacional |

### Torneo de La Rioja
Se inscribieron 4 equipos que se enfrentaron, en eliminatorias, en formato de partido único en el campo del equipo local.
La Final se disputó, también a partido único en campo neutral, en el Estadio Mundial 82 de Logroño.
Resultados
Semifinales (18/8/2024)
| Local               | Resultado | Visitante              |
| ------------------- | --------- | ---------------------- |
| Club Haro Deportivo | 2 - 1     | C. D. F. C. La Calzada |
| C. D. Varea         | 1 - 0     | S. D. Oyonesa          |

Final (24/8/2024)
| Local               | Resultado | Visitante   |
| ------------------- | --------- | ----------- |
| Club Haro Deportivo | 2 - 4     | C. D. Varea |

| Campeón Club Deportivo Varea 4.° título Clasificado a la Fase Nacional |

### Torneo de Madrid
Se inscribieron 7 equipos que fueron divididos en dos grupo de cuatro y tres respectivamente. Se disputó a una vuelta, de todos contra todos, en tres jornadas.
La final se jugó en los Campos de fútbol Ernesto Cotorruelo de Madrid.

#### Fase de grupos
Grupo A
| Equipo               | PJ | G | E | P | GF | GC | DG | Pts |
| -------------------- | -- | - | - | - | -- | -- | -- | --- |
| Las Rozas C. F.      | 2  | 2 | 0 | 0 | 2  | 0  | +2 | 6   |
| C. D. Canillas       | 2  | 1 | 0 | 1 | 1  | 1  | 0  | 3   |
| C. D. F. Tres Cantos | 2  | 0 | 0 | 2 | 0  | 2  | -2 | 0   |
| C. D. E. Ursaria*    | –  | – | – | – | –  | –  | –  | –   |

(*) El C. D. E. Ursaria abandonó el campeonato.
Resultados
Jornada 1 (14/8/2024)
| Local                | Resultado  | Visitante       |
| -------------------- | ---------- | --------------- |
| C. D. E. Ursaria     | Suspendido | C. D. Canillas  |
| C. D. F. Tres Cantos | 0 - 1      | Las Rozas C. F. |

Jornada 2 (18/8/2024)
| Local           | Resultado  | Visitante            |
| --------------- | ---------- | -------------------- |
| Las Rozas C. F. | Suspendido | C. D. E. Ursaria     |
| C. D. Canillas  | 1 - 0      | C. D. F. Tres Cantos |

Jornada 3 (21/8/2024)
| Local            | Resultado  | Visitante            |
| ---------------- | ---------- | -------------------- |
| Las Rozas C. F.  | 1 - 0      | C. D. Canillas       |
| C. D. E. Ursaria | Suspendido | C. D. F. Tres Cantos |

Grupo B
| Equipo                | PJ | G | E | P | GF | GC | DG | Pts |
| --------------------- | -- | - | - | - | -- | -- | -- | --- |
| C. F. Fuenlabrada     | 2  | 2 | 0 | 0 | 4  | 0  | +4 | 6   |
| C. D. A. Navalcarnero | 2  | 1 | 0 | 1 | 1  | 1  | 0  | 3   |
| A. D. Torrejón C. F.  | 2  | 0 | 0 | 2 | 0  | 4  | -4 | 0   |

Resultados
Jornada 1 (14/8/2024)
| Local             | Resultado | Visitante            |
| ----------------- | --------- | -------------------- |
| C. F. Fuenlabrada | 3 - 0     | A. D. Torrejón C. F. |

- Descansa: C. D. A. Navalcarnero

Jornada 2 (17/8/2024)
| Local                 | Resultado | Visitante         |
| --------------------- | --------- | ----------------- |
| C. D. A. Navalcarnero | 0 - 1     | C. F. Fuenlabrada |

- Descansa: A. D. Torrejón C. F.

Jornada 3 (21/8/2024)
| Local                | Resultado | Visitante             |
| -------------------- | --------- | --------------------- |
| A. D. Torrejón C. F. | 0 - 1     | C. D. A. Navalcarnero |

- Descansa: C. F. Fuenlabrada

#### Final (28/8/2024)[100]
| Local           | Resultado | Visitante         |
| --------------- | --------- | ----------------- |
| Las Rozas C. F. | 2 - 1     | C. F. Fuenlabrada |

| Campeón Las Rozas Club de Fútbol 3.er título Clasificado a la Fase Nacional |

### Torneo de Murcia
Se inscribieron 4 equipos, que jugaron las semifinales a partido único. Los ganadores se enfrentaron en la final, también a partido único, en el Estadio Nueva Condomina de Murcia.
Resultados
Semifinales (28/8/2024)
| Local                 | Resultado | Visitante              |
| --------------------- | --------- | ---------------------- |
| C. F. Lorca Deportiva | 0 - 4     | Real Murcia C. F.      |
| U. D. Caravaca        | 1 - 0     | Unión Molinense C. F.* |

(*) La Unión Molinense C. F. pasó a la final por alineación indebida de la U. D. Caravaca.
Final (4/9/2024)
| Local                 | Resultado | Visitante         |
| --------------------- | --------- | ----------------- |
| Unión Molinense C. F. | 1 - 3     | Real Murcia C. F. |

| Campeón Real Murcia Club de Fútbol 3.er título Clasificado a la Fase Nacional |

### Torneo de Navarra
Se inscribieron 4 equipos, que jugaron las semifinales a partido único.
Los ganadores se enfrentaron en la final, también a partido único, en el polideportivo municipal La Romaleta de Lerín.
Resultados
Semifinales (28/8/2024)
| Local            | Resultado | Visitante            |
| ---------------- | --------- | -------------------- |
| Peña Sport F. C. | 3 - 2     | C. D. Ardoi          |
| C. D. Izarra     | 1 - 0     | C. D. Valle de Egüés |

Final (11/9/2024)
| Local            | Resultado | Visitante    |
| ---------------- | --------- | ------------ |
| Peña Sport F. C. | 1 - 3     | C. D. Izarra |

| Campeón Club Deportivo Izarra 4.° título Clasificado a la Fase Nacional |

### Torneo del País Vasco
Se inscribieron 5 equipos, disputándose las eliminatorias a partido único.
Resultados
Eliminatoria Previa (14/8/2024)
| Local       | Resultado | Visitante   |
| ----------- | --------- | ----------- |
| C. D. Derio | 2 - 3     | Arenas Club |

Semifinales (21 y 28/8/2024)
| Local           | Resultado | Visitante          |
| --------------- | --------- | ------------------ |
| C. D. Santurtzi | 1 - 2     | S. D. Gernika Club |
| Arenas Club     | 0 - 1     | Sestao River Club  |

Final (11/9/2024)
| Local             | Resultado | Visitante          |
| ----------------- | --------- | ------------------ |
| Sestao River Club | 1 - 0     | S. D. Gernika Club |

| Campeón Sestao River Club 1.er título Clasificado a la Fase Nacional |

### Torneo de Valencia
Se inscribieron 2 equipos, que disputaron la final en dos partidos, a ida y vuelta. La ida se jugó en La Nucía y la vuelta en Soneja.
Resultados
Final - Ida (13/8/2024)
| Local          | Resultado | Visitante    |
| -------------- | --------- | ------------ |
| C. F. La Nucía | 1 - 0     | C. D. Soneja |

Final - Vuelta (21/8/2024)
| Local        | Resultado | Visitante      |
| ------------ | --------- | -------------- |
| C. D. Soneja | 0 - 1     | C. F. La Nucía |

| Campeón Club de Fútbol La Nucía 2.° título Clasificado a la Fase Nacional |

## Fase Nacional
Se clasifican directamente a la Fase Nacional los 5 mejor clasificados de cada uno de los grupos de la Segunda Federación 2023-24 y 7 equipos de la Tercera Federación 2023-24, siendo estos los mejores segundos de cada grupo que no se hayan clasificado para la Copa del Rey 2024-25 y, en caso de ser necesario, los mejores terceros. No pueden participar los equipos filiales.
Por otro lado, lo harán 20 clubes mediante las fases autonómicas de la temporada 2024-25, siendo cada una de ellas organizada por cada una de las 19 federaciones adscritas a la Real Federación Española de Fútbol. El club campeón de cada fase autonómica (excepto de Andalucía, donde clasificarán dos clubes) entrará directamente en esta Fase Nacional.

### Equipos clasificados
| Segunda Federación 2023-24                                                           | Tercera Federación 2023-24                                                                                            | Fases autonómicas 2024-25 |
| ------------------------------------------------------------------------------------ | --- | --- |
| S. D. Compostela C. D. Calahorra Terrassa F. C. UCAM Murcia C. F. A. D. Unión Adarve | C. D. Cazalegas U. D. Poblense C. D. Unión Sur Yaiza C. D. Cieza C. D. Lealtad Atl. Tordesillas Xerez Deportivo F. C. | C. D. Lugo Real Avilés I. C. F. C. F. Vimenor Sestao River Club C. E. Sabadell C. F. La Nucía Las Rozas C. F. U. D. Santa Marta At. Mancha Real C. D. Pozoblanco C. D. Manacor C. D. Mensajero Real Murcia C. F. C. D. Extremadura C. D. Izarra C. D. Varea C. D. Caspe Calvo Sotelo Puertollano C. F. C. D. Príncipe Alfonso U. D. Melilla |

### Sorteo
Los 32 equipos clasificados se dividen en 4 cuadros con 8 equipos en cada por criterios de proximidad geográfica enfrentándose en eliminatorias entre sí. Se comienza emparejando del cuadro del bombo A, seguido del bombo B, el bombo C y finalmente el bombo D.
Posteriormente el campeón de las eliminatorias de cada cuadro, avanza a semifinales obteniendo así el pase a la Copa del Rey para después cruzarse con el resto de campeones del resto de cuadros.
Los partidos se disputan en el campo del equipo que salga en primer lugar en la extracción de las bolas. 
Los cuatro bombos del sorteo quedaron definidos de la siguiente manera:
| Bombo A | Bombo B | Bombo C | Bombo D |
| --- | --- | --- | --- |
| C. D. Lugo Real Avilés I. C. F. C. F. Vimenor Sestao River Club C. D. Varea S. D. Compostela C. D. Lealtad C. D. Calahorra | C. D. Izarra Real Murcia C. F. C. D. Caspe C. E. Sabadell C. D. Manacor C. F. La Nucía Terrassa F. C. U. D. Poblense | U. D. Santa Marta Las Rozas C. F. Calvo Sotelo Puertollano C. F. C. D. Mensajero C. D. Cazalegas A. D. Unión Adarve Atlético Tordesillas C. D. Unión Sur Yaiza | At. Mancha Real C. D. Pozoblanco C. D. Príncipe Alfonso U. D. Melilla C. D. Extremadura Xerez Deportivo F. C. UCAM Murcia C. F. C. D. Cieza |

Para las semifinales y para la final se realizó otro sorteo entre el ganador del cuadro A y B para determinar qué equipo fue local y cuál visitante, haciendo lo mismo con el cuadro C y D.

### Cuadro A
|  | Cuartos de final  | Cuartos de final |                   |               | Semifinal | Semifinal |  |                   | Final | Final |  |
|  |                   |                  |                   |               |           |           |  |                   |       |       |  |
|  |                   |                  |                   |               |           |           |  |                   |       |       |  |
|  | C. D. Varea       | 1                |                   |               |           |           |  |                   |       |       |  |
|  | C. D. Varea       | 1                |                   |               |           |           |  |                   |       |       |  |
|  | C. D. Lugo        | 5                |                   |               |           |           |  |                   |       |       |  |
|  | C. D. Lugo        | 5                |                   | C. D. Lugo    | 0         |           |  |                   |       |       |  |
|  |                   |                  |                   | C. D. Lugo    | 0         |           |  |                   |       |       |  |
|  |                   |                  | Sestao River Club | 1             |           |           |  |                   |       |       |  |
|  | Sestao River Club | 0 (4)            | Sestao River Club | 1             |           |           |  |                   |       |       |  |
|  | Sestao River Club | 0 (4)            |                   |               |           |           |  |                   |       |       |  |
|  | C. D. Calahorra   | 0 (3)            |                   |               |           |           |  |                   |       |       |  |
|  | C. D. Calahorra   | 0 (3)            |                   |               |           |           |  | Sestao River Club | 0     |       |  |
|  |                   |                  |                   |               |           |           |  | Sestao River Club | 0     |       |  |
|  |                   |                  | S. D. Compostela  | 1             |           |           |  |                   |       |       |  |
|  | Real Avilés       | 0                | S. D. Compostela  | 1             |           |           |  |                   |       |       |  |
|  | Real Avilés       | 0                |                   |               |           |           |  |                   |       |       |  |
|  | C. D. Lealtad     | 2                |                   |               |           |           |  |                   |       |       |  |
|  | C. D. Lealtad     | 2                |                   | C. D. Lealtad | 0         |           |  |                   |       |       |  |
|  |                   |                  |                   | C. D. Lealtad | 0         |           |  |                   |       |       |  |
|  |                   |                  | S. D. Compostela  | 2             |           |           |  |                   |       |       |  |
|  | C. F. Vimenor     | 0                | S. D. Compostela  | 2             |           |           |  |                   |       |       |  |
|  | C. F. Vimenor     | 0                |                   |               |           |           |  |                   |       |       |  |
|  | S. D. Compostela  | 1                |                   |               |           |           |  |                   |       |       |  |
|  | S. D. Compostela  | 1                |                   |               |           |           |  |                   |       |       |  |
|  |                   |                  |                   |               |           |           |  |                   |       |       |  |

### Cuadro B
|  | Cuartos de final  | Cuartos de final |                |                | Semifinal | Semifinal |  |                | Final | Final |  |
|  |                   |                  |                |                |           |           |  |                |       |       |  |
|  |                   |                  |                |                |           |           |  |                |       |       |  |
|  | U. D. Poblense    | 4                |                |                |           |           |  |                |       |       |  |
|  | U. D. Poblense    | 4                |                |                |           |           |  |                |       |       |  |
|  | C. D. Izarra      | 2                |                |                |           |           |  |                |       |       |  |
|  | C. D. Izarra      | 2                |                | U. D. Poblense | 1 (3)     |           |  |                |       |       |  |
|  |                   |                  |                | U. D. Poblense | 1 (3)     |           |  |                |       |       |  |
|  |                   |                  | C. E. Sabadell | 1 (2)          |           |           |  |                |       |       |  |
|  | Real Murcia C. F. | 1 (6)            | C. E. Sabadell | 1 (2)          |           |           |  |                |       |       |  |
|  | Real Murcia C. F. | 1 (6)            |                |                |           |           |  |                |       |       |  |
|  | C. E. Sabadell    | 1 (7)            |                |                |           |           |  |                |       |       |  |
|  | C. E. Sabadell    | 1 (7)            |                |                |           |           |  | U. D. Poblense | 1     |       |  |
|  |                   |                  |                |                |           |           |  | U. D. Poblense | 1     |       |  |
|  |                   |                  | C. F. La Nucía | 0              |           |           |  |                |       |       |  |
|  | Terrassa F. C.    | 1 (4)            | C. F. La Nucía | 0              |           |           |  |                |       |       |  |
|  | Terrassa F. C.    | 1 (4)            |                |                |           |           |  |                |       |       |  |
|  | C. F. La Nucía    | 1 (5)            |                |                |           |           |  |                |       |       |  |
|  | C. F. La Nucía    | 1 (5)            |                | C. F. La Nucía | 1         |           |  |                |       |       |  |
|  |                   |                  |                | C. F. La Nucía | 1         |           |  |                |       |       |  |
|  |                   |                  | C. D. Manacor  | 0              |           |           |  |                |       |       |  |
|  | C. D. Manacor     | 0 (5)            | C. D. Manacor  | 0              |           |           |  |                |       |       |  |
|  | C. D. Manacor     | 0 (5)            |                |                |           |           |  |                |       |       |  |
|  | C. D. Caspe       | 0 (4)            |                |                |           |           |  |                |       |       |  |
|  | C. D. Caspe       | 0 (4)            |                |                |           |           |  |                |       |       |  |
|  |                   |                  |                |                |           |           |  |                |       |       |  |

### Cuadro C
|  | Cuartos de final         | Cuartos de final |                          |                 | Semifinal | Semifinal |  |                 | Final | Final |  |
|  |                          |                  |                          |                 |           |           |  |                 |       |       |  |
|  |                          |                  |                          |                 |           |           |  |                 |       |       |  |
|  | Las Rozas C. F.          | 2                |                          |                 |           |           |  |                 |       |       |  |
|  | Las Rozas C. F.          | 2                |                          |                 |           |           |  |                 |       |       |  |
|  | C. D. Mensajero          | 1                |                          |                 |           |           |  |                 |       |       |  |
|  | C. D. Mensajero          | 1                |                          | Las Rozas C. F. | 1 (pro.)  |           |  |                 |       |       |  |
|  |                          |                  |                          | Las Rozas C. F. | 1 (pro.)  |           |  |                 |       |       |  |
|  |                          |                  | Calvo Sotelo Puertollano | 0               |           |           |  |                 |       |       |  |
|  | Atlético Tordesillas     | 1                | Calvo Sotelo Puertollano | 0               |           |           |  |                 |       |       |  |
|  | Atlético Tordesillas     | 1                |                          |                 |           |           |  |                 |       |       |  |
|  | Calvo Sotelo Puertollano | 2                |                          |                 |           |           |  |                 |       |       |  |
|  | Calvo Sotelo Puertollano | 2                |                          |                 |           |           |  | Las Rozas C. F. | 3     |       |  |
|  |                          |                  |                          |                 |           |           |  | Las Rozas C. F. | 3     |       |  |
|  |                          |                  | C. D. Cazalegas          | 2               |           |           |  |                 |       |       |  |
|  | C. D. Cazalegas          | 2                | C. D. Cazalegas          | 2               |           |           |  |                 |       |       |  |
|  | C. D. Cazalegas          | 2                |                          |                 |           |           |  |                 |       |       |  |
|  | A. D. Unión Adarve       | 1                |                          |                 |           |           |  |                 |       |       |  |
|  | A. D. Unión Adarve       | 1                |                          | C. D. Cazalegas | 3 (5)     |           |  |                 |       |       |  |
|  |                          |                  |                          | C. D. Cazalegas | 3 (5)     |           |  |                 |       |       |  |
|  |                          |                  | U. D. Santa Marta        | 3 (4)           |           |           |  |                 |       |       |  |
|  | Unión Sur Yaiza          | 1                | U. D. Santa Marta        | 3 (4)           |           |           |  |                 |       |       |  |
|  | Unión Sur Yaiza          | 1                |                          |                 |           |           |  |                 |       |       |  |
|  | U. D. Santa Marta        | 2                |                          |                 |           |           |  |                 |       |       |  |
|  | U. D. Santa Marta        | 2                |                          |                 |           |           |  |                 |       |       |  |
|  |                          |                  |                          |                 |           |           |  |                 |       |       |  |

### Cuadro D
|  | Cuartos de final             | Cuartos de final |                   |                   | Semifinal | Semifinal |  |                   | Final | Final |  |
|  |                              |                  |                   |                   |           |           |  |                   |       |       |  |
|  |                              |                  |                   |                   |           |           |  |                   |       |       |  |
|  | C. D. Extremadura            | 5                |                   |                   |           |           |  |                   |       |       |  |
|  | C. D. Extremadura            | 5                |                   |                   |           |           |  |                   |       |       |  |
|  | C. D. Príncipe Alfonso Ceuta | 0                |                   |                   |           |           |  |                   |       |       |  |
|  | C. D. Príncipe Alfonso Ceuta | 0                |                   | C. D. Extremadura | 2 (pro.)  |           |  |                   |       |       |  |
|  |                              |                  |                   | C. D. Extremadura | 2 (pro.)  |           |  |                   |       |       |  |
|  |                              |                  | UCAM Murcia C. F. | 1                 |           |           |  |                   |       |       |  |
|  | UCAM Murcia C. F.            | 3                | UCAM Murcia C. F. | 1                 |           |           |  |                   |       |       |  |
|  | UCAM Murcia C. F.            | 3                |                   |                   |           |           |  |                   |       |       |  |
|  | C. D. Pozoblanco             | 0                |                   |                   |           |           |  |                   |       |       |  |
|  | C. D. Pozoblanco             | 0                |                   |                   |           |           |  | C. D. Extremadura | 1 (4) |       |  |
|  |                              |                  |                   |                   |           |           |  | C. D. Extremadura | 1 (4) |       |  |
|  |                              |                  | C. D. Cieza       | 1 (1)             |           |           |  |                   |       |       |  |
|  | U. D. Melilla                | 1                | C. D. Cieza       | 1 (1)             |           |           |  |                   |       |       |  |
|  | U. D. Melilla                | 1                |                   |                   |           |           |  |                   |       |       |  |
|  | Xerez Deportivo              | 0                |                   |                   |           |           |  |                   |       |       |  |
|  | Xerez Deportivo              | 0                |                   | U. D. Melilla     | 0 (3)     |           |  |                   |       |       |  |
|  |                              |                  |                   | U. D. Melilla     | 0 (3)     |           |  |                   |       |       |  |
|  |                              |                  | C. D. Cieza       | 0 (4)             |           |           |  |                   |       |       |  |
|  | Atlético Mancha Real         | 2                | C. D. Cieza       | 0 (4)             |           |           |  |                   |       |       |  |
|  | Atlético Mancha Real         | 2                |                   |                   |           |           |  |                   |       |       |  |
|  | C. D. Cieza                  | 3                |                   |                   |           |           |  |                   |       |       |  |
|  | C. D. Cieza                  | 3                |                   |                   |           |           |  |                   |       |       |  |
|  |                              |                  |                   |                   |           |           |  |                   |       |       |  |

### Fase Final por el campeonato
|  | Semifinales       | Semifinales       | Semifinales      |                  |                   | Final             | Final | Final |  |
|  |                   |                   |                  |                  |                   |                   |       |       |  |
|  |                   |                   |                  |                  |                   |                   |       |       |  |
|  | C. D. Extremadura | C. D. Extremadura | 1                |                  |                   |                   |       |       |  |
|  | C. D. Extremadura | C. D. Extremadura | 1                |                  |                   |                   |       |       |  |
|  | Las Rozas C. F.   | Las Rozas C. F.   | 0                |                  |                   |                   |       |       |  |
|  | Las Rozas C. F.   | Las Rozas C. F.   | 0                |                  | C. D. Extremadura | C. D. Extremadura | 2     |       |  |
|  |                   |                   |                  |                  | C. D. Extremadura | C. D. Extremadura | 2     |       |  |
|  |                   |                   | S. D. Compostela | S. D. Compostela | 1                 |                   |       |       |  |
|  | S. D. Compostela  | S. D. Compostela  | S. D. Compostela | S. D. Compostela | 1                 | 3                 |       |       |  |
|  | S. D. Compostela  | S. D. Compostela  |                  |                  |                   | 3                 |       |       |  |
|  | U. D. Poblense    | U. D. Poblense    | 2                |                  |                   |                   |       |       |  |
|  | U. D. Poblense    | U. D. Poblense    | 2                |                  |                   |                   |       |       |  |
|  |                   |                   |                  |                  |                   |                   |       |       |  |

| Campeón C. D. Extremadura 1.er título |

## Clasificados para la Copa del Rey 2024-25
Se clasifican los cuatro semifinalistas.
| Bandera de las Islas Baleares | Bandera de Galicia | Bandera de la Comunidad de Madrid | Bandera de Extremadura |
| U. D. Poblense                | S.D. Compostela    | Las Rozas C. F.                   | C. D. Extremadura      |